# Ernst von Leutsch
Ernst Ludwig von Leutsch, född den 16 augusti 1808 i Frankfurt am Main, död den 28 juli 1887, var en tysk klassisk filolog.
von Leutsch studerade klassiska språk vid universitetet i Göttingen, där han hade Georg Ludolf Dissen, Christoph Wilhelm Mitscherlich och Karl Otfried Müller som lärare. Där kom han också att knyta livslånga vänskapsband med Friedrich Wilhelm Schneidewin. 
År 1830 förvärvade han doktorsgraden och begav sig till Berlin för ett år, där han fortsatte sin utbildning under August Boeckh. År 1831 återvände han till Göttingen, där han 1837 utnämndes till extra ordinarie professor. Från 1842 till 1883 var han ordinarie professor. Han efterträddes av Ulrich von Wilamowitz-Moellendorff.
Efter Schneidewins död 1856 tog von Leutsch över utgivningen av tidskriften "Philologus". Han förblev redaktör till sin död. År 1868 grundade han "Philologischer Anzeiger". Han publicerade inte så mycket i bokform utan koncentrerade sig på undervisningen. Hans älsklingsämnen var Pindaros, Aristophanes, Thukydides, Livius och Tacitus.